# Формфактор розсіяння
Формфактор розсіяння — множник, який визначає відмінність амплітуди розсіяння на мішені із складною структурою від амплітуди розсіяння на точковій мішені. Для диференціального перерізу розсіяння
{\displaystyle {\frac {d\sigma }{d\Omega }}=\left({\frac {d\sigma }{d\Omega }}\right)_{P}|F(\mathbf {q} )|^{2}},
де {\displaystyle {\frac {d\sigma }{d\Omega }}} — диференціальний переріз розсіяння, {\displaystyle \left({\frac {d\sigma }{d\Omega }}\right)_{P}} — диференціальний переріз розсіяння на точковій мішені, який, наприклад, для електрона можна вирахувати за формулою Мотта, {\displaystyle F(\mathbf {q} )} — формфактор, {\displaystyle \mathbf {q} } — переданий імпульс.
Для сферичного розподілу заряду в атомі-мішені із густиною {\displaystyle \rho (r)}, формфактор дорівнює
{\displaystyle F(\mathbf {q} )=\int \rho (r)e^{i\mathbf {q} \cdot \mathbf {r} /\hbar }d^{3}r},
де {\displaystyle \hbar } — зведена стала Планка.